# Programmations du Pukkelpop des années 2000
Pour des articles plus généraux, voir Pukkelpop et Programmations du Pukkelpop.
Cet article présente les programmations du Pukkelpop des années 2000.

## Années 2000

### 2000
- Dates : 25 et 26 août
- Lieu : Kiewit, Hasselt (Kempische Steenweg), Belgique[1]
- Scènes : Main Stage, Marquee, Dance Hall, Hip-Hop/Skate Stage, Boiler Room, Club et ChateauXcrapule
- Programmation[1] : ABN - Amen - Andre Williams - An Pierlé - Arovane - B. Fleishman - B. Franklin - Bad Company - Badly Drawn Boy - Bentley Rhythm Ace - Black Eyed Peas - Black Uhuru - Blonde Redhead - Boo! - Boss Hog - Brasse Vannie Kaap (en) - Buscemi - Calexico - Chicks on Speed - Coldplay - Cornflames - The Creators - Cypress Hill - Daan Stuyven - Das Pop - De La Soul - De Puta Madre - Dirty Three - DJ Die - DJ Gerrit Kerremans - DJ Krust - DJ Leno - DJ Touche - Doves - Feeder - Fence Collective - Galacticamendum - Géographique - Geschmacksverstärker - The Get Up Kids - Grandaddy - The Herbaliser - Hermann und Kleine - Home - Hooverphonic - Ian Pooley - Jacknife Lee - Janez Detd. - Junkie XL - K's Choice - Kelis - Köhn - Kosheen - Kpt. Michigan - Kurt Ralske - Les Rythmes Digitales - Josh Wink - Kelis - The Levellers - Limp Bizkit - Looplizard - Luke Slater - Marrakech Emballages - Matrix - Mauro - Motorpsycho - Mr. Bungle - Nerf Herder - New Bomb Turks - North Mississippi Allstars - No Use for a Name - Osdorp Posse - Phonem - The Pietasters - Pinback - Placebo - PN - Queens of the Stone Age - Reprazent - Reverend Horton Heat - Rinôçérôse - The Rollins Band - Roger Sanchez - Saint Germain - Sigur Rós - Slipknot - Styrofoam - SX-10 - Super Collider - Superfunk - The Supersuckers - Synthemes - Therapy? - Thou - Tipper - Titan - Underworld - VisioN - Vo - Ween - Josh Wink - Zen Guerrilla.

### 2001
- Localisation : Domein Kiewit, Hasselt, Belgique[2]
- Dates : 23, 24 et 25 août
- Scènes : Main Stage, Marquee, Dance Hall, Hip-Hop/Skate Stage, Club, Boiler Room et ChateauXcrapule
- Programmation[2] :
  - Jeudi 23 août : Papa Roach - Xzibit - Eels - Mercury Rev - Green Velvet - Andy C - Richie Hawtin - Fear Factory - Mogwai
  - Vendredi 24 août : Orbital - The Sisters of Mercy - The Avalanches
  - Samedi 25 août : The Prodigy - Muse - Tricky - Heather Nova
  - Date non-renseignée : Hed PE - …And You Will Know Us by the Trail of Dead - 28 Days - 3 Doors Down  - 311 - Agent Sumo - Aka Moon - Alien Ant Farm - Anyone - The Ataris - Bastian - The Bays - Beulah - Bit Meddler - Boenox - Boy Hits Car - Brainpower - BS2000 - Buscemi - Canibus - Chitlin' Fooks - Cut La Roc (en) - DAAU - Dislocated Styles - DJ Big Train and DJ White Jazz - DJ Leno - DJ Marky - DJs AIM Records - Dom & Roland - Dropkick Murphys - Ed & Kim - Elbow - Fireside - The Folk Implosion - Four Tet - Galacticamendum - Gloss - Gore Slut - Guided by Voices - Gwenmars - The Heartaches - Heideroosjes - The Hives - Hopewell - Howie B - Hypnoskull - I Am Kloot - Jan Van Biesen - Ken Ishii (live) - Killah Priest - Kim Cascone (en) - Kosheen - Krushed and Sorted - Lady Vortex - The League of Extraordinary Gentlemen - Less Than Jake - Lift to Experience - Live - The Living End - Llorca - The Locust - Madrugada - Main - Mark B and Blade - Maru Mari - Max Normal - Mescalito - Miles - Millionaire - The Moldy Peaches - Mo Solid Gold - Mouse on Mars - My Vitriol - Natalia M. King - Nelly Furtado - Ovil Bianca - Oxide and Neutrino (en) - Ozark Henry - Paul Daley - Phoenix - Pilote - Ping Pong Bitches (en) - Placebo - Plump DJs - Portables - Postmen (en) - Powderfinger - Queens of the Stone Age - Randall - Reamonn - Red Snapper - Rocket from the Crypt - Rolando - Röyksopp - Sahara Hotnights - Saliva - Six by Seven - Slam - Sophia - South - Sparklehorse - Spearhead - Spooks - Staind - Starflam - Starsailor - Stanton Warriors - Stephen Malkmus - Stone Temple Pilots - Sunzoo Manley - Superheroes - Think of One - Thom Revolver - Total Science (en) - Turin Brakes - Ty and DJ Biznizz - Uman - Undeclinable - The Vandals - Voodoo Glow Skulls - Wevie Stonder (en) - Wicona Airbag - Wookie - Zebrahead - Zero 7 - Zoot Woman - Zornik.

### 2002
- Dates : 22, 23 et 24 août[3]
- Localisation : Kiewit, Hasselt (Kempische Steenweg)[3]
- Scènes : Main Stage, Marquee, Dance Hall, Skate Stage, Boiler Room, Club et Château
- Programmation[3] :
  - Jeudi 22 août : Jane's Addiction - Nickelback - NOFX - Puddle of Mudd - Jon Spencer Blues Explosion - The Dandy Warhols.
  - Vendredi 23 août : Korn - Underworld - DJ Shadow - Sick of It All - Disturbed - Change feat. Mr. C - Seb Fontaine (têtes d'affiche).
  - Samedi 24 août : Guns N' Roses - Suede - Stereo MC's - 16 Horsepower - Tribute to the Stooges (J. Mascis, Ron and Scott Asheton, Mike Watt) - Hundred Reasons - Praga Khan - Röyksopp - Darren Emerson - Gotan Project - Motorpsycho (têtes d'affiche).
  - Date non-renseignée :  …And You Will Know Us by the Trail of Dead - .Calibre -  - 2 Many DJ's - 22-Pistepirkko - A - Akufen - Adam Freeland - Aesop Rock - Alice Rose - Andrew W.K. - Aphex Twin vs. Luke Vibert - Arthur Baker - A-Trak - Badmarsh and Shri - Bauchklang - The Bees - Black Rebel Motorcycle Club - Bongo Maffin (en) - The Bouncing Souls - Brainpower - The Breeders - Buscemi - Cannibal Ox - Cave In (en) - Circle (en) - The Cooper Temple Clause - Custom - The D4 - Danko Jones - Deep Space - Deviates - DJ Krust - DJ Leno - DJ Vadim - DJ Wontime - The Donnas - The Donots - Dot Allison - Doves - Ekova - The Electric Soft Parade - Enon - FC Kahuna - Fenix*Tx - Filter - Firewater - Five Days Off - Flogging Molly - Frenzal Rhomb - FreQ Nasty - Fu Manchu - The Get Up Kids - Gonzales - Green Lizard (en) - ‘t Hof Van Commerce - Hot Water Music - The Icarus Line - Ikara Colt - Interpol - Jaga Jazzist - Jah Wobble and the Temple of Sound - Jamie Lidell - Jan Van Biesen - Jaya the Cat - Jazzanova - Jimmy Eat World - Joseph Arthur - Junkie XL - Killa Kela (en) - Koop - Kreidler - Lali Puna - Layo and Bushwacka! - Leaves (en) - Lemon - Lemon Jelly - Luke Slater - Magnus - Max Tundra - Mclusky - Midtown - Millionaire - Miss Kittin vs. The Hacker - The Music - Myslovitz - New End Original - New Found Glory - Nid and Sancy – The Notwist - No Use for a Name - Orange Black - Ozark Henry - The Pattern  - Pretty Girls Make Graves - Programme - The Promise Ring - Prong - Queen of Japan - Reel Big Fish - Rinôçérôse - Rival Schools (en) - Rothko (en) - Rubin Steiner - Russian Percussion - Saïan Supa Crew - Saybia (en)  - Scarrots - Schneider TM (en) - Serafin - Shorty and Ricky D - Shy FX - Simian - Sneaker Pimps - Sparta - Speedy J - The Spirit That Guides Us - Starbot Ensemble - Starfighter -  - Stereo Total - Super Collider - Télépopmusik - Terminalhead - Thou - Thursday - Tiga - Timo Maas - Trust Company - Ultrasonic - Vandal X - Vega 4 - Vendetta Red - Vex Red - Vue - Within Temptation - X-Press 2.

### 2003
- Dates : 28, 29 et 30 août
- Localisation : Kiewit, Hasselt (Kempische Steenweg), Belgique[4]
- Fréquentation : 120 000 personnes
- Scènes : Main Stage, Skate Stage, Marquee, Dance Hall, Boiler Room, Château
- Programmation[4] : 2 Many DJ’s, Alkaline Trio, Beck, Cajmere aka Green Velvet, The Coral, Dave Clarke, Eels, Fischerspooner, Foo Fighters, Grandaddy, Lamb, Less Than Jake, Limp Bizkit, Massive Attack, Michael Franti et Spearhead, Mogwai, PJ Harvey, Rancid, Sparta, Spooks, Staind, Starsailor, Suede, Sum 41, et plus…

### 2004
- Dates : 19, 20 et 21 août
- Localisation : Kiewit, Hasselt (Kempische Steenweg), Belgique[5]
- Fréquentation : 125 000 personnes
- Scènes : Main Stage, 2nd Open Air Stage, Marquee, Dance Hall, Boiler Room, Club, Château, Wablief?!
- Programmation : 2 Many DJ's, 50 Cent, Amy Winehouse, Ash, The Chemical Brothers, The Dandy Warhols, The Darkness, dEUS, Dizzee Rascal, DKT/MC5, Elbow, Faithless, Felix da Housecat, Franz Ferdinand, Graham Coxon, Groove Armada, The Killers, Kings of Leon, Lambchop, LCD Soundsystem, Miss Kittin, The Offspring, Papa Roach, Roger Sanchez, Roni Size, Scissor Sisters, Soulwax, Stereo MC's, The Streets, Tiësto, The Twilight Singers, Velvet Revolver, Within Temptation, et plus…

### 2005
- Dates : 18, 19 et 20 août

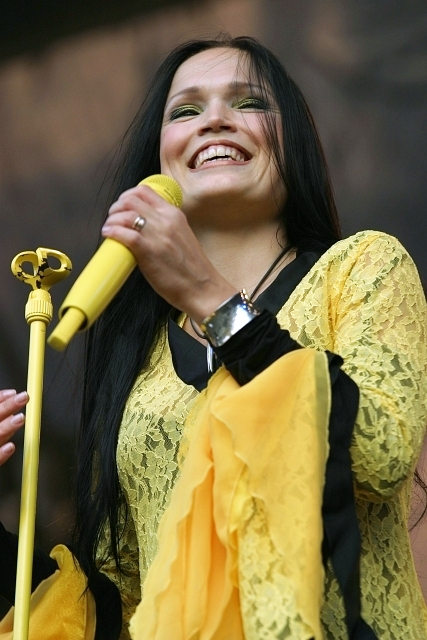
Tarja Turunen, chanteuse de Nightwish, au Pukkelpop 2005, quelques mois avant son éviction du groupe.

- Localisation : Kiewit, Hasselt (Kempische Steenweg), Belgique[6]
- Scènes : Main Stage, Marquee, Dance Hall, Skate Stage, Boiler Room, Club, Château et Wablief?!
- Programmation[6] : !!! - A - Absynthe Minded - Adam Green - Alkaline Trio - Amp Fiddler - Amplifier- Annie - Apocalyptica - Arcade Fire - Arsenal - Art Brut - Audio Bullys - Bad Religion - Basement Jaxx (tête d'affiche) - The Blood Brothers - The Blue Van - Bonnie « Prince » Billy and Matt Sweeney - Boom Bip - Brainpower - The Bravery - Bugz in the Attic (en) - Carl Craig - Chimaira - Coheed and Cambria - Confuse the Cat - The Coral - Danko Jones - Darren Emerson - The Datsuns - Dead Fly Buchowski - Death from Above 1979 - De Brassers - De Mens - De La Vega - The Departure - Derrick May - DJ Iridium - Dropkick Murphys - Dwarves - Ed and Kim - Editors - Ellen Allien - El Pus - Emanuel - Emilíana Torrini - Engineers (en) - Every Time I Die - Ewan Pearson - The Explosion (en) - Fennesz - Fischerspooner - Fort Minor - Four Tet - Franz Ferdinand - Freeform Five - Freshlyground - Funeral Dress - The Futureheads - Gabriel Ríos - Ghinzu - The Glimmers - Gliss - The Go! Team - Goldfrapp - Goldie Lookin Chain (en) - Good Charlotte - The Hackensaw Boys (en) - The Hacker - Heather Nova - Heideroosjes - Hipoptimist - The Hives - Hollywood Porn Stars - Hot Hot Heat - Hulk - Infadels - Ivan Smagghe - Jamie Lidell - Jan Van Biesen - The Jimmy Chamberlin Complex - Johnny Panic (en) - Jori Hulkkonen - Juliette and the Licks - K-OS - Kaiser Chiefs - Kamagurka - Kano - Korn (tête d'affiche) - Lady Saw - Lady Sovereign - Ladytron - LCD Soundsystem - A Life Once Lost - Little Barrie - London Elektricity - Madensuyu - The Magic Numbers - Marilyn Manson (tête d'affiche) - Matthew Herbert vs. Dani Siciliano - Maxïmo Park - Michael Mayer - Millionaire - Miss Kittin - The Mitchell Brothers - Mocky - Monza - Morcheeba - Mouse on Mars - Murdock - MxPx - The Narrow - The National - Nick Cave and the Bad Seeds (tête d'affiche) - Nid and Sancy - Nightwish - Nine Black Alps - No Use for a Name - Off the Record - The Others - Ozark Henry - Patrick Wolf - Peter Pan Speedrock - Petersonic - Pixies (tête d'affiche) - The Polyphonic Spree - The Posies - The Prodigy (tête d'affiche) - The Raveonettes - The Robocop Kraus - Róisín Murphy - The Roots - Röyksopp - Saybia (en) - Severance - Shameboy - Social Distortion - Sons and Daughters - Sophia - Soulwax (Nite Versions) - South San Gabriel (en) - Stereo MC's - The Subways - Superdiscount 2 - Tidal Waves - Tiga - TMAS - Tom Vek (en) - Towers of London (en) - The Toy Dolls - TTC - Twelve Tribes (en) - Ultrasonic 7 - VHS or Beta - Venerea - Vincent Gallo - Vitalic - Viva Voce - Whitey - WhoMadeWho - Wighnomy Brothers - zZz.

### 2006
- Dates : 17, 18 et 19 août[7]

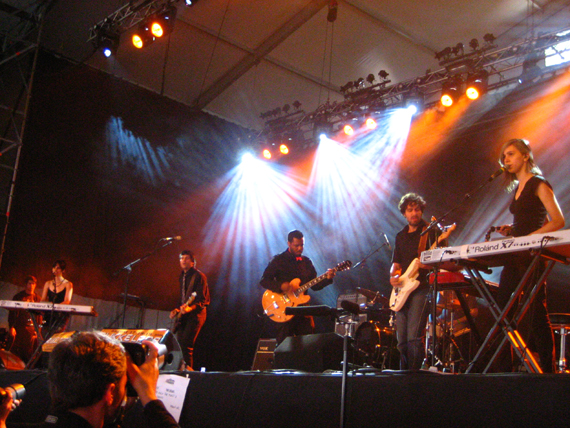
The Dears, Pukkelpop, 2006.

- Localisation :  Kiewit, Hasselt (Kempische Steenweg), Belgique
- Scènes : Main Stage, Marquee, Dance Hall, Skate Stage, Boiler Room, Club et Wablief?!
- Programmation[7] :
  - Jeudi 17 août : Radiohead - Beck (têtes d'affiche) ; Snow Patrol - Turbonegro - Babyshambles - Tiga - My Morning Jacket - The Magic Numbers - DJ Shadow - Morningwood - James Holden - Mocky - Tom Middleton - Tunng - You Say Party! We Say Die! - Field Music (en) - Guillemots - The Veils - Planes Mistaken for Stars (en) - Animal Alpha - Tortured Soul
  - Vendredi 18 août : Massive Attack - Keane (têtes d'affiche) ; Millencolin - Scissor Sisters - Michael Franti et Spearhead - Ministry - The Twilight Singers (en) (feat. Greg Dulli et Mark Lanegan) - Fear Factory - Urban Dance Squad - TV on the Radio - The Frames - An Pierlé et White Velvet - Dave Clarke - The Dresden Dolls - DJ Krust - The Spinto Band -  White Rose Movement (en) - Burst - Digitalism - Gogol Bordello - The Pipettes - The Archie Bronson Outfit - DJ Kammy - Psapp - Blindside (en) - Joost van Bellen (en) - MSTRKRFT - Dynamite MC (en)
  - Samedi 19 août : Daft Punk - Placebo (têtes d'affiche) ; Arctic Monkeys - Belle and Sebastian - HIM - Yeah Yeah Yeahs - Zita Swoon - Pennywise - Coldcut  - Mylo - Broken Social Scene - DJ Hell - Eagles of Death Metal - !!! - Pete Philly and Perquisite - The Rogers Sisters (en) - Planet Pendulum - Lindstrom & Prins Thomas - Motor - Backyard Babies - Para One - Gang Gang Dance - Lotterboys - My Awesome Compilation - Kelley Polar (live) - Against Me! - Yonderboi
  - Date non-renseignée : 65 Days of Static - A Brand (en) - Amenra - Andrew Weatherall - Anthony Rother (live) - Be Your Own Pet - Black Strobe (live) - The Bled - Boys Noize - Carl Craig - Chris Wood - CKY - Coheed and Cambria - Colder (en) - Confuse the Cat - Cursive - The Dead 60s - The Dears - Death Before Disco - Delays (en) - Dirty Pretty Things - DJ 4T4 - DK7 (live) - Drive Like Maria - Dr. Lektroluv - Duels (en) - Erol Alkan - Feeder - Fence - Flatcat (en) - Flipo Mancini - ¡Forward, Russia! - Foxylane - The Futureheads - Goldfrapp - Gomez - Goose - Grooverider - Hawthorne Heights - Het Nationaal Orkest van Meulenberg - The Hickey Underworld - Hitch - Hot Chip - Hotel Persona DJ - Infadels - Internationals - Jan van Biesen - Jerboa (live) - Jeremy Enigk (en) - Joan As Police Woman - Joris Voorn - José González - Justice - The Knife - Krakow - Less Than Jake - Level Jay - Lostprophets - The Maple Room - Mastodon - Mew - Midlake - Mint - Mondo Generator - Morning Runner (en) - My Latest Novel (en) - Nouvelle Vague - Officer Jones and His Patrol Car Problems - Orson - Panic! at the Disco - Philippe Zdar (Cassius DJ Set) - Perverted - The Raconteurs - Randy - The Real Estate Agents - Rise and Fall (en) - Rolando - The Rones - Roni Size - The Sedan Vault - The Setup - Shameboy - The Shovels - Skeemz - Sick of It All - The Subs (en) - Sukilove - Sweet Coffee - Technasia (live) - Think of One - Tiefschwarz - We Are Scientists - Zero 7.

### 2007
- Dates : 16, 17 et 18 août
- Localisation :  Kiewit, Hasselt (Kempische Steenweg), Belgique[8]
- Scènes : Main Stage, Marquee, Dance Hall, Skate Stage, Boiler Room, Club, Château et Wablief?!
- Programmation[8] : …And You Will Know Us by the Trail of Dead - 120 Days - 1990s - Absynthe Minded - The Academy Is... - Agoria Vs. Oxia - Albert Hammond Jr. - Alex Agnew - Alex Gopher (live) - Andy C - Apparat (live) - Apse (en) - Arbouretum (en) - Arcade Fire (tête d'affiche) - Architecture in Helsinki - Armand van Helden - Arquettes - Art Brut - Badly Drawn Boy - Balkan Beat Box - Baloji - Bas Birker - Basement Jaxx (tête d'affiche) - Battles - Beatsteaks - Bedouin Soundclash - The Besnard Lakes - Biffy Clyro - The Black Box Revelation - The Black Dahlia Murder - The Blackout - Black Strobe (live) - Bonde do Rolê (live) - The Bony King of Nowhere (en) - Boys Noize - Brand New - Bromheads Jacket (en) - Buscemi - Cajuan - CSS (live) - Cassius (live) - Chris Cornell - Cobra Starship - CocoRosie - Collabs Sessions feat. Chris Liebing and Speedy J - Cozy Mozzy - The Cribs - Damien Clark - Deetron - Devendra Banhart - DeVotchKa - Dez Mona (en) - Digitalism (live) - Dinosaur Jr. - Dizzee Rascal - DJ 4T4 - DJ Jazzy Jeff - DJ Leno - DJ Marky - Dominik Eulberg - The Draft - Eagles of Death Metal - Ed and Kim - Editors - El Guapo Stuntteam - The End - The Enemy - Enter Shikari - Erol Alkan - Fall Out Boy - Fear Before the March of Flames - Felix da Housecat - The Fire - Fixkes- Freddy de Vadder - Flip Kowlier - Fridge - From Autumn to Ashes - Fujiya & Miyagi - Funeral for a Friend - Gildas et Masaya - The Glimmers - The Go! Team - Gogol Bordello - Goose - Groove Armada - Hanne Hukkelberg (en) - Hayseed Dixie - Heavy Heavy Low Low (en) - Hellogoodbye - Henry Rollins (spoken word) - The Hives - Hollywood Porn Stars - Home Video (en) - Iggy and the Stooges - Ignite - I'm from Barcelona - Jack Peñate - James Holden - Jamie T - Jerboa (live) - Juliette and the Licks - Just Jack - Justice (live) - Kaiser Chiefs (tête d'affiche) - Kate Nash - Kings of Leon - Krakow - La Coka Nostra - Lacuna Coil - Larsson - Laurent Garnier (live) - LCD Soundsystem - Liars - Lo-Fi-Fnk - Loney, Dear - Low - M.I.A. - Mad Caddies - Madball - Marc Blake - Matt and Kim - Matthew Dear’s Big Hands (live) - Milanese - Mintzkov (en)- Monica Electronica - Morda - Mouse on Mars - MSTRKRFT - Mud Flow - My Brightest Diamond (en) - Neveneffecten - New Young Pony Club (live) - Nid and Sancy - Nine Inch Nails (tête d'affiche) - Noisettes - Nosfell - Ozark Henry - Patrick Watson - Patrick Wolf - Peter Pan Speedrock - Philippe Geubels - The Pigeon Detectives - Polytechnic (en) - Pop Levi - Prima Donkey - The Rakes - Reverend and the Makers - The Rifles - Rilo Kiley - Riton - Rodrigo y Gabriela - Rye Jehu - Seasick Steve - SebastiAn - Shameboy - Sharko - The Shins - Silverchair - Silversun Pickups - Skream - The Smashing Pumpkins (tête d'affiche) - Soapstarter - Sonic Youth (performing Daydream Nation) - Sophia - Soulfly - The Sounds - The Tellers - Tiga - TMAS - Tomàn - Tool (tête d'affiche) - Trentemøller (live) - Triggerfinger - Turbonegro - The Twang (en) - Uffie and DJ Feadz - UNKLE - The Van Jets - Various - The View - Voxtrot - White Circle Crime Club - The Whitest Boy Alive - Willy Mason - Within Temptation - Xander De Rycke (nl) - Zombie Nation (live).

### 2008
- Dates : 14, 15 et 16 août
- Localisation :  Kiewit, Hasselt (Kempische Steenweg), Belgique[9]
- Programmation[9] : Metallica - The Killers - Boys Noize - Ricardo Villalobos - Mercury Rev - Plain White T's - Miss Kittin et The Hacker (live) - Carl Craig - The Wombats - Étienne de Crécy (live) - Neurosis - Killswitch Engage - Iron and Wine - Danko Jones - Simian Mobile Disco (live) - Stereo MC's - The Cribs - Joan As Police Woman - Pendulum - The Dresden Dolls - Sons and Daughters - As I Lay Dying - DJ Friction - Hadouken! - DJ Hype et Daddy Earl - Cult of Luna - Henry Rollins (spoken word) - Infadels - Junkie XL - Kaizers Orchestra - Bob Mould Band - Klaxons DJ Set (Jamie Reynolds) - SebastiAn - Does It Offend You, Yeah? - Epica - Uffie et Feadz - Yeasayer - Volbeat - DJ Mehdi - High Contrast (en) + MC Wrec - MxPx - Late of the Pier - The Casualties - The Count and Sinden (live) - The Subways - Tocadisco - Two Gallants - Black Kids - Holy Fuck (en) - Los Campesinos! - Benga - Dusty Kid (live) - Joe Lean and The Jing Jang Jong - Nina Nastasia - Radioclit - Lightspeed Champion - The Unseen - The Heavy - TC - Witchcraft - Yuksek (live) - Have Heart - Drive-By Truckers - Brodinski - Year Long Disaster - Chase and Status - The Ocean - The Sword - Dan le Sac Vs Scroobius Pip (en) - Crookers - Kitty, Daisy and Lewis - The Bloody Beetroots - Shackleton (en) - The Shoes - Headman - Little Dragon - Louis XIV - The Dodos.

### 2009
- Dates : 20-22 août

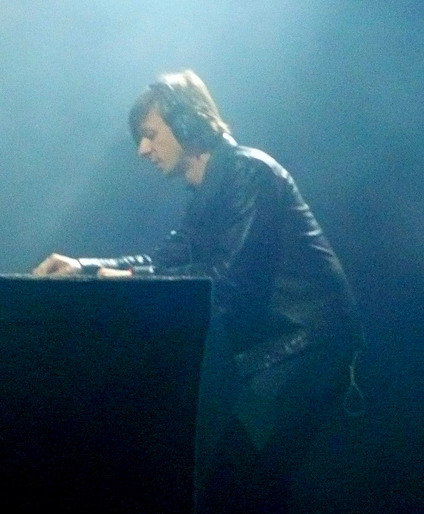
Martin Solveig, Pukkelpop, 2009.

- Localisation : Kiewit, Hasselt (Kempische Steenweg), Belgique[10]
- Programmation[10] : 
  - 20 août : Faith No More, The Offspring, My Bloody Valentine, Deftones, Razorlight, Beirut, Wilco, Bon Iver, Crookers, Paolo Nutini, Maximo Park, Cavalera Conspiracy, Eric Prydz, Opeth, Ghinzu, Booka Shade, Shantel, Grizzly Bear...
  - 21 août : Placebo, Kraftwerk, Snow Patrol, Eagles of Death Metal, Vitalic, Air Traffic (en), Vampire Weekend, The Ting Tings, Squarepusher, Glasvegas, MSTRKRFT, New Found Glory, Birdy Nam Nam, Phoenix, Puppetmastaz, Bloody Beetroots, Blood Red Shoes, Buraka Som Sistema, Patrick Wolf, Crystal Antlers (en)...
  - 22 août : Arctic Monkeys, 50 Cent, N.E.R.D, dEUS, Dave Clarke, Martin Solveig, Klaxons, Life of Agony, Brodinski, Ellen Allien, Tortoise, Jack Peñate, Peaches, Enter Shikari, Mad Caddies...